# Hans Luther (1459-1530)
 For alternative betydninger, se Hans Luther (flertydig). (Se også artikler, som begynder med Hans Luther)
Hans Luther ( født 1459, død 1. maj 1530) er bedst kendt som Martin Luthers far. Oprindelig var han minearbejder, men flyttede med familien fra Eisleben til Mansfeld, hvor han drev et smelteri. På den måde kunne han tjene penge nok til Martins uddannelse.